# La Reforma, Chiapas
La Reforma är en ort i Mexiko.   Den ligger i kommunen Motozintla och delstaten Chiapas, i den sydöstra delen av landet, 900 km sydost om huvudstaden Mexico City. La Reforma ligger 1 471 meter över havet och antalet invånare är 167.
Terrängen runt La Reforma är bergig söderut, men norrut är den kuperad. Terrängen runt La Reforma sluttar västerut. Runt La Reforma är det ganska tätbefolkat, med 134 invånare per kvadratkilometer. Närmaste större samhälle är Motozintla de Mendoza, 11,4 km nordost om La Reforma. I omgivningarna runt La Reforma växer i huvudsak städsegrön lövskog.